# Astragalus epiglottis
Astragalus epiglottis är en ärtväxtart som beskrevs av Carl von Linné. Astragalus epiglottis ingår i släktet vedlar, och familjen ärtväxter. Inga underarter finns listade i Catalogue of Life.